# Mythologies amérindiennes

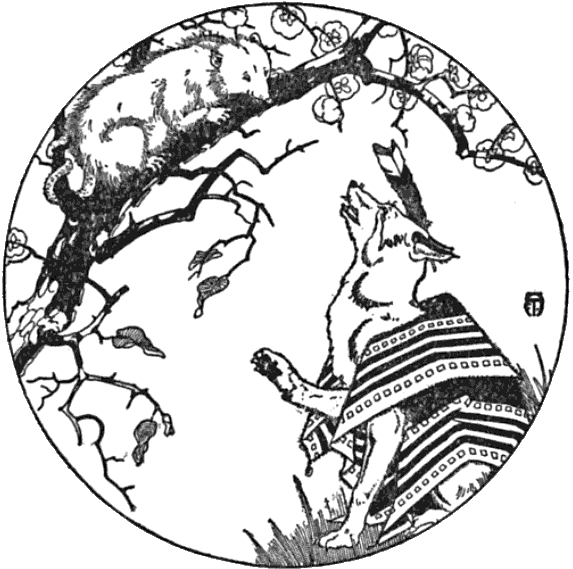
Le coyote et l'opossum apparaissent dans les histoires de plusieurs tribus.

Les "mythologies amérindiennes" sont les formes de croyances imaginées au cœur des différentes cultures des divers peuples indigènes des Amériques. Chacune possède ses propres mythologies, la majorité partage certains thèmes au-delà des frontières culturelles, sur la base d'une relation intime et constante avec la nature et les animaux, et la croyance en un Grand Esprit sous une forme ou une autre. Leurs grands mythes de création et leur tradition orale sacrée sont comparables à la Bible chrétienne et aux écritures d'autres grandes religions.

## Amérique du Nord

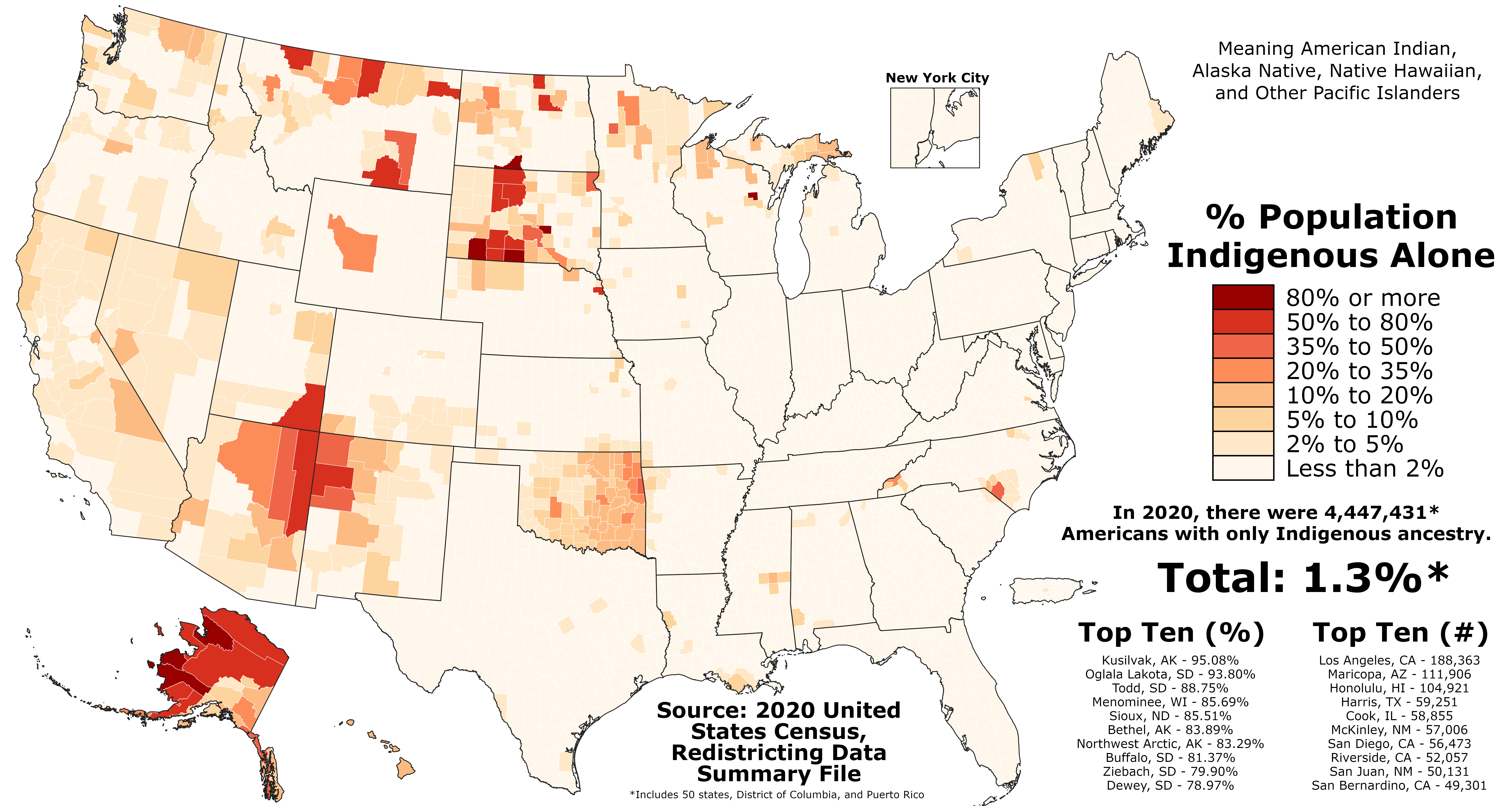
Proportion d'Amérindiens dans chaque comté des cinquante États, du district de Columbia et de Porto Rico lors du recensement américain de 2020

Il n'existe pas de mythologie commune aux Amérindiens des États-Unis, peuples autochtones du Canada et aux autres peuples, mais de nombreux canons différents de récits traditionnels associés à la religion, à l’éthique et aux croyances,. Ces récits sont profondément ancrés dans la mère nature et profondément riches du symbolisme des saisons, du temps, des plantes, des animaux, de la terre, de l'eau, du feu, du ciel et des corps célestes. Il y a plusieurs traits communs que l'on retrouve dans ces différents éléments, ce sont les principes d'un Grand Esprit universel et omniscient englobant un lien avec la Terre et ses paysages, la croyance en un monde parallèle dans le ciel (parfois aussi sous terre et/ou sous l'eau), divers récits de création, des visites au « pays des morts » et des souvenirs collectifs d'anciens ancêtres sacrés.
De nombreux mythes se caractérisent par une relation étroite entre les êtres humains et les animaux (y compris les oiseaux et les reptiles). Ils mettent souvent en scène des métamorphoses entre l'animal et l'homme. Le mariage entre des personnes et des espèces différentes (en particulier les ours) est un thème courant. Dans certains récits, les animaux élèvent des enfants humains.
Bien que la plupart des mythes amérindiens d'Amérique du Nord soient profonds et sérieux, certains font appel à un humour léger - souvent sous la forme d'illusionnistes - pour divertir, tout en transmettant subtilement d'importants messages spirituels et moraux. L'utilisation d’allégories est fréquente, explorant des thèmes allant de l'amour et de l'amitié à la violence domestique et à la maladie mentale.
Certains mythes font références à des rituels religieux traditionnels impliquant la danse, la musique, les chants et la transe (la danse du soleil par exemple).
La plupart des mythes de cette région ont été transcrits pour la première fois par des ethnologues à la fin du XIXe siècle et au début du XXe siècle. Ces sources ont été recueillies auprès d'anciens Amérindiens qui étaient encore très attachés aux traditions de leurs ancêtres. Elles peuvent être considérées comme les documents les plus authentiques des histoires anciennes et constituent donc la base des descriptions ci-dessous[réf. à confirmer].

### Nord-Est (sud-est du Canada et nord-est des États-Unis, y compris les Grands Lacs)

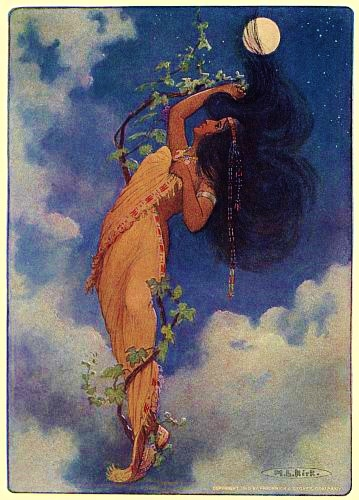
De la pleine lune sont tombés les Nokomis – de L'histoire de Hiawatha, 1910

Les mythes de cette région mettent en scène des divinités féminines, telles que la créatrice, la Grande Tortue, et la Première Mère, dont le corps a donné naissance au maïs et au tabac. Les deux grands héros de la culture divine sont Glooskap, et Manabus.
D'autres récits explorent les relations complexes entre les animaux et les êtres humains. Certains mythes étaient à l'origine récités en vers.
- Croyances traditionnelles Anishinaabe - Les peuples Anishinaabeg (Algonquins/Nipissing, Ojibwa/Chippewa/Saulteaux/Mississaugas, Odawa, Potawatomi et Oji-Cree)
- Mythologie Ho-Chunk - Une tribu nord-américaine située dans l'est actuel du Wisconsin.
- Mythologie iroquoise - Une confédération de tribus située dans la région de l'État de New York.
- Mythologie Lenape
- Mythologie Sénèque - Une tribu nord-américaine située au sud du lac Ontario.
- Religion Wyandot - Une tribu nord-américaine située autour de la rive nord du lac Ontario.

### Grandes Plaines
Les récits propres aux Grandes Plaines mettent en scène les bisons, qui fournissaient aux peuples des Plaines de la nourriture, des vêtements, des habitations et des ustensiles. Dans certains mythes, ils sont bienveillants, dans d'autres, redoutables et malveillants. Le Soleil est une divinité importante, ; parmi les autres personnages surnaturels figurent l'Étoile du matin,, et les Thunderbirds,,.
Un thème commun est l'accomplissement d'un voyage, souvent vers un lieu surnaturel à travers le paysage ou vers un monde parallèle dans le ciel,.
L'une des histoires de farceurs les plus répandues dans les plaines est celle du vieil homme, à propos duquel on raconte de nombreuses histoires humoristiques,. Un vieil homme, connu sous le nom de Waziya, vivait sous la terre avec sa femme, ils avaient une fille. Celle-ci épousa le vent et eut quatre fils : Le Nord, l'Est, le Sud et l'Ouest. Le soleil, la lune et les vents gouvernaient alors l'univers ensemble.
Un héros surnaturel important est le Blood Clot Boy, transformé à partir d'un caillot de sang,.
- Mythologie Ho-Chunk
- Mythologie Lakota
- Mythologie Pawnee

### Sud-est des États-Unis
D'importants mythes de cette région traitent de l'origine de la chasse et de l'agriculture, ainsi que de l'origine de la maladie et de la médecine.
Une pratique importante de cette région est l'animisme, qui est la croyance selon laquelle tous les objets, lieux et créatures ont une âme. La plupart des décès, des maladies ou des malheurs seraient associés à l’incapacité de donner une seconde vie à l’âme d’un animal tué. Dans ce cas, l'animal peut se venger par l'intermédiaire de son « chef d'espèce ». De grandes quantités de matériaux rares trouvés avec les morts de cette région suggèrent fortement que les habitants croyaient en une sorte de vie après la mort. On pense que lorsqu'un membre d'une tribu mourait, son âme planait au-dessus de sa communauté, essayant d'amener ses amis et ses parents à le rejoindre, de sorte que les cérémonies funéraires n'étaient pas seulement destinées à commémorer les morts, mais aussi à protéger les vivants.
La cérémonie du maïs vert, également également connue sous le nom de Busk, était une célébration annuelle d'une récolte de maïs réussie. Les feux sont éteints et rallumés, les rancunes sont pardonnées et les matériaux sont jetés ou cassés pour être ensuite remplacés. Pour ces tribus, il s'agissait essentiellement d'un renouveau de la vie et de la communauté,.

#### Mythe de la création cherokee
Il fut un temps où la terre n'existait pas et où toutes les créatures vivaient dans un endroit au-dessus du ciel appelé Galvlo'i. Tout ce qui se trouvait en dessous n'était que de l'eau mais lorsque Galvlo'i devint trop peuplé, les créatures décidèrent d'envoyer coléoptère aquatique pour voir s'il pouvait leur trouver un nouvel endroit où vivre. Il accepta et plongea dans l'eau, jusqu'au fond de la mer, où il ramassa un peu de boue qu'il ramena à la surface. Une fois au-dessus de l'eau, la boue s'étendit dans toutes les directions et devint une île. Le Grand Esprit sécurisa l'île en y attachant des cordes et en l'attachant à la voûte céleste.
Bien que la terre soit maintenant stable, le sol est trop mou pour que les animaux puissent s'y tenir debout. Il vola pendant un certain temps jusqu'à ce qu'il trouve un endroit suffisamment sec pour se poser, et lorsqu'il le fit, ses battements d'ailes firent bouger la boue. Il descendit certains endroits et en remonta d'autres, créant les pics, les vallées, les collines et les montagnes de la terre. Les autres créatures pouvaient maintenant descendre, mais elles se rendirent vite compte qu'il faisait très sombre, et elles invitèrent donc le soleil à les accompagner. Tout le monde était heureux sauf l'écrevisse, qui disait que sa coquille était devenue rouge vif parce que le soleil était trop près, Ils ont donc levé le soleil sept fois jusqu'à ce que l'écrevisse soit satisfaite.
Le Grand Esprit a ensuite créé des plantes pour cette nouvelle terre, puis il a demandé aux animaux de rester éveillés pendant sept jours. Seul le hibou y parvint et, en guise de récompense, le Grand Esprit lui donna le don de voir dans l'obscurité. Les plantes essayèrent également, mais seuls les pins, les sapins, le houx et quelques autres furent capables de rester éveillés, et le Grand Esprit leur donna le don de garder leurs feuilles toute l'année. Le Grand Esprit décida alors qu'il voulait que des gens vivent sur cette île, et il créa un homme et une femme. Comme ils ne savaient pas encore comment faire des enfants, l'homme prit un poisson et le pressa contre l'estomac de la femme, qui accoucha. Ils firent cela pendant sept jours, jusqu'à ce que le Grand Esprit estime qu'il y avait assez d'humains pour le moment, et qu'il fasse en sorte qu'une femme ne puisse accoucher qu'une fois par an.
Voir aussi :
- Mythologie Cherokee – Une tribu nord-américaine qui a migré de la région des Grands Lacs vers les forêts du sud-est.
- Mythologie Choctaw – Une tribu nord-américaine originaire de la région actuelle de l'Alabama, de la Floride, du Mississippi et de la Louisiane.
- Mythologie du ruisseau – Une tribu nord-américaine originaire de la région actuelle de la Géorgie et de l'Alabama.

### Caraïbes États-Unis
- Mythologie taïno – Cette mythologie et cette philosophie expriment les croyances spirituelles des colons insulaires maritimes de Maipurean, originaires du groupe de peuples amazoniens et/ou arawakans. Leur lignée et leurs mythologies incluent l'existence d'une divinité créatrice ainsi qu'une naissance spontanée cyclique sans fin. Immigrants du nord-est de l'Amérique du Sud, leurs histoires incluent la vénération des dieux et des divinités ainsi qu'une vision au-delà de cela. Certaines philosophies incluent un concept de réalité comme illusion ; et aussi que ce monde est un rêve. Certains pétroglyphes sur les îles incluent des références interprétées comme suggérant une vie galactique ou extraterrestre. Les membres actuels de la communauté ont établi plusieurs points de vue sur la mythologie ; certains indiquant la vénération des ancêtres tandis que d'autres se concentrent sur la vénération des divinités et des esprits. Les croyances indiquent la lignée plutôt que de pointer vers une vérité absolue. Un point commun entre les lignées comprend l'honneur des ancêtres à travers les pierres cemi/zemi, foyers spirituels de la lignée, ainsi que le respect des esprits du soleil et de la lune. Les esprits du temps et les esprits des morts honorés sont également respectueusement reconnus.

### Californie et Grand Bassin
Les mythes de cette région sont dominés par le créateur sacré/tricheur Coyote. D'autres personnages importants sont le peuple du soleil, les Femmes des Étoiles et les Ténèbres.
La commémoration des morts et les coutumes funéraires comptent parmi les cérémonies les plus caractéristiques de cette région. Lorsqu'un décès survenait, la maison dans laquelle il était arrivé était brûlée et il était parfois interdit de prononcer le nom du défunt. Les veuves étaient enduites de poix et leurs cheveux étaient coupés jusqu'à ce que la fin du deuil annuel les libère. Cette épreuve est connue sous le nom de « brûlure », « cri » ou « danse des morts ». Au cours de ces cérémonies, de nombreuses propriétés sont brûlées pendant que les membres de la tribu danse, chante et se lamente, dans le but d'apaiser les fantômes.
Une autre cérémonie courante est celle qui a lieu lorsque les adolescents atteignent la puberté. Les filles subissent une série de tabous éreintants lorsqu'elles ont leurs premières règles, suivis d'une danse de célébration lorsqu'elles les terminent. Les garçons sont initiés officiellement à la tribu en participant à des cérémonies qui racontent les mystères et les mythes de la tribu,
Voir aussi :
- Le mythe du créateur de la Terre
- Kuksu – une religion du nord de la Californie pratiquée par des membres de plusieurs peuples autochtones de Californie.
- Mythologie Miwok – une tribu nord-américaine du nord de la Californie.
- Mythologie d'Ohlone – une tribu nord-américaine du nord de la Californie.
- Religion Pomo – une tribu nord-américaine du nord de la Californie.

### Sud-ouest
Les mythes des peuples Navajo, Apache et Pueblo racontent comment les premiers êtres humains ont émergé d'un monde souterrain pour arriver sur Terre. Selon le peuple Hopi Pueblo, les premiers êtres étaient le Soleil, deux déesses connues sous le nom de Femme Être Dur (Huruing Wuhti) et Femme Araignée,. Ce sont les déesses qui ont créé les créatures vivantes et les êtres humains. Parmi les autres thèmes abordés, citons l'origine du tabac et du maïs, des chevaux ainsi qu'une bataille entre l'été et l'hiver. Certains récits décrivent des mondes parallèles dans le ciel et sous l'eau. Ces peuples se sont ensuite entretués à cause des contes Zunis.
Les expériences multisensorielles occupent également une place importante dans les rituels cérémoniels des villages ancestraux ; par exemple, pour évoquer un royaume paradisiaque, les Chacoans organisaient des cérémonies sensorielles en utilisant des objets exotiques tels que des turquoises, des coquillages, du cacao, des cloches en cuivre et des aras.
Voir aussi :
- Mythologie des Utes – Tribu nord-américaine située dans le nord-ouest et le sud-Ouest des États-Unis.
- Diné Bahaneʼ ( Navajo ) – Nation nord-américaine du sud-ouest des États-Unis.
- Mythologie Hopi – Tribu nord-américaine de l'Arizona.
- Mythologie Zuni – Tribu nord-américaine du Nouveau-Mexique.

### Plateau
Les mythes de la région du Plateau expriment l'intense sentiment spirituel des habitants pour leurs paysages et soulignent l'importance de traiter avec respect les animaux dont ils dépendent pour se nourrir,. Le coyote et le renard font partie des magiciens sacrés.
Voir aussi :
- Mythologie Salish – Tribu ou groupe nord-américain du Montana, de l'Idaho, de Washington et de la Colombie-Britannique au Canada.

### Arctique (côtes de l'Alaska, nord du Canada et Groenland)
Les mythes de ces contrées sont fortement liés aux paysages de la toundra, de la neige et de la glace. Les histoires mémorables mettent en scène les vents, la lune et les géants. Selon certains récits, Anguta est l'être suprême qui a créé la Terre, la mer et les corps célestes. Sa fille, Sedna, a créé tous les êtres vivants – animaux et plantes. Sedna est également considérée comme la divinité protectrice des Inuits.

### Subarctique (intérieur du nord du Canada et Alaska)
Ici, certains mythes reflètent le climat extrême et la dépendance de la population à l'égard du saumon en tant que ressource alimentaire majeure. Dans l'imaginaire, le paysage est peuplé de géants à la fois bienveillants et malveillants.

### Nord-ouest
Dans cette région, l'acteur sacré dominant est le corbeau, qui a apporté la lumière du jour au monde et qui apparaît dans de nombreux autres récits. Les mythes explorent la relation des peuples avec la côte et les rivières le long desquelles ils construisaient traditionnellement leurs villes. Certains récits évoquent des visites dans des mondes parallèles, sous la mer et dans le ciel.
Voir aussi :
- Mythologie des Kwakwakaʼwakw – Peuple autochtone de la côte nord-ouest du Pacifique.
- Lummi – Tribu nord-américaine du nord-ouest du Pacifique, dans la région de l'État de Washington.
- Mythologie Nuu-chah-nulth – Groupe de peuples autochtones vivant sur l'île de Vancouver en Colombie-Britannique.
- Mythologie haïda – Nation vivant à Haida Gwaii et dans la région de l'Alaska.
- Mythologie Tsimshian – Peuple autochtone de la côte nord-ouest du Pacifique vivant sur la côte de la Colombie-Britannique et les îles Annette de l'Alaska.

### Aztèques
Les Aztèques, habitaient principalement le centre du Mexique d'aujourd'hui, ils avaient un système complexe de croyances basé sur des divinités qui affectaient directement la vie des hommes, en particulier, celles contrôlant la pluie, le soleil levant et la fertilité. Dans le cadre de leurs croyances, le sacrifice humain volontaire était un élément central de l'ordre de l'univers et de la survie de l'humanité.
Les Aztèques considéraient les hommes comme des serviteurs et des guerriers des dieux, qui n'étaient ni miséricordieux ni généreux, mais des êtres tout-puissants qu'il fallait nourrir et apaiser afin d'éviter les catastrophes et les châtiments. C'est ainsi qu'est né le concept de sacrifice humain. Cette pratique n'était pas nouvelle et avait été utilisée dans d'autres cultures comme celles des Mayas, mais les Aztèques en ont fait l'événement principal, pour ainsi dire, de leurs cérémonies. Ces sacrifices étaient principalement destinés à apaiser le dieu du soleil.

#### Mythe de la création
Selon les Aztèques, la création de la terre commence avec un dieu appelé Ometeotl, également connu sous le nom de dieu double, car il a été créé à partir de l'union de Tonacatecuhtli et Tonacacihuatl qui étaient le seigneur et la dame de leur subsistance. Tonacatecuhtli et Tonacacihuatl ont eu quatre enfants : Xipe Totec, que l'on peut traduire par « le dieu écorché » en Nahuatl, il est associé à la couleur rouge. C'est le dieu des saisons et de tout ce qui pousse sur la terre. Tezcatlipoca, que l'on traduit par « miroir fumant », est associé à la couleur noire. C'est le dieu de la terre et le plus puissant des quatre enfants. Quetzalcoatl, est traduit par « serpent à plumes », il est associé à la couleur blanche, c'est le dieu de l'air. Huitzilopochtli quant à lui est le dieu de la guerre, iest associé à la couleur bleue. Son nom signifie « colibri du sud ».

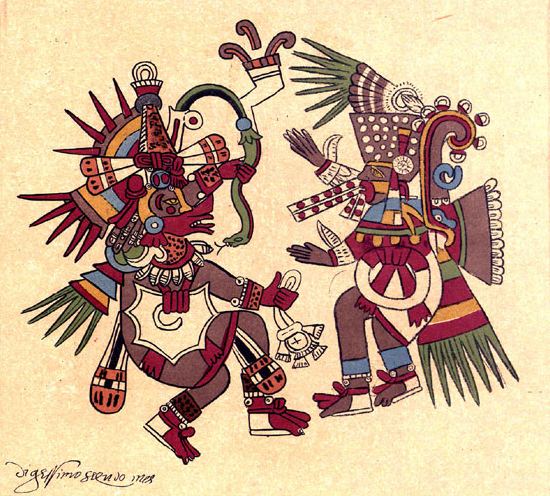
Quetzalcoatl (le serpent à plumes), le dieu de l'air. Et Tezcatlipoca (Miroir fumant), le dieu de la terre.

Les quatre enfants décidèrent de créer un monde avec des peuples pour y vivre. Quetzalcoatl et Huitzilopochtli font la première tentative, en commençant par faire du feu. Ce feu devint un astre, mais comme il n'était pas assez grand ni assez brillant pour éclairer tout leur monde il était seulement la moitié d'un soleil. Ils ont ensuite créé le premier homme et la première femme, qu'ils ont appelés respectivement Cipactonal et Oxomoco. Leurs nombreux enfants, appelés macehuales, seront les agriculteurs de la terre formant la majorité des roturiers de l'Empire aztèque.
Il existe de nombreuses histoires sur la façon dont l'ère du cinquième et dernier soleil est apparu. L'une d'entre elles raconte que Tezcatlipoca prit du silex et l'utilisa pour faire du feu afin de rallumer le monde, avant de discuter avec ses frères de ce qu'il convenait de faire. Ils décidèrent de créer un nouveau soleil qui se nourrirait du cœur et du sang des humains. Pour le nourrir, ils créèrent quatre cents hommes et cinq femmes. C'est ici que l'histoire prend des directions différentes. Certains disent que Quetzalcoatl et Tlaloc voulaient tous deux que leurs fils deviennent le nouveau soleil, ils ont donc jeté leurs fils dans l'un des feux créés par Tezcatlipoca. Tlaloc attendit que le feu s'éteigne avant de jeter son fils dans les braises, afin qu'il devienne la lune. Quetzalcoatl choisit de jeter son fils directement dans le brasier, il devint ainsi le cinquième et dernier soleil que nous voyons aujourd'hui dans le ciel.
Une autre histoire raconte que les dieux se sont réunis dans l'ancienne cité de Teotihuacan, pour discuter de la manière de créer un nouveau soleil. Un dieu du nom de Nanahuatzin, dieu de la maladie et de l'humilité, proposa de se jeter dans le feu et de devenir le nouveau soleil. Mais il s'agissait d'un dieu faible et malade, les autres pensèrent que ce n'était pas à lui de faire ce sacrifice et qu'il fallait un dieu plus fort et plus puissant pour être le soleil.Tecuciztecatl, un dieu très riche, s'avança et dit qu'il ferait cet acte sacrificiel mais il ne trouva pas le courage de sauter dans les flammes. Nanahuatzin se jeta alors dans le feu sans hésiter. Voyant sa bravoure, Tecuciztecatl décida de s'y jeter à son tour. Ils furent tous deux transformés en soleils, mais la lumière était maintenant trop aveuglante pour qu'on puisse voir quoi que ce soit. Alors un autre dieu lança alors un lapin sur Tecuciztecatl, ce qui eut pour effet d'atténuer sa lumière et de le transformer en lune. Nanahuatzin, devenu le nouveau soleil, renaît alors sous le nom d'Ollin Tonatiuh. Le piège qu'ils rencontrèrent alors, c'est qu'ils ne bougeront pas de position dans le ciel à moins que les autres dieux ne sacrifient leur sang pour lui,. Un dieu du nom de Tlahuizcalpantecuhtli, seigneur de l'aube, lança donc une fléchette sur Ollin Tonatiuh mais le rate, celui-ci réplique en en lançant une à Tlahuizcalpantecuhtli, le frappant à la tête et le transformant en Itzlacoliuhqui, dieu du froid, du givre et de l'obsidienne. Les autres dieux, comprenant qu'ils ne pouvaient pas refuser de se sacrifier pour Ollin Tonatiuh offrirent leurs poitrines nues et Quetzalcoatl leur arracha le cœur avec un couteau de sacrifice. Avec le sang des dieux, Tonatiuh commença à se déplacer dans le ciel selon la même orbite que nous voyons encore aujourd'hui. Quetzalcoatl a pris les vêtements et les ornements des dieux sacrifiés et les a enveloppés dans des paquets, qui ont ensuite été vénérés par le peuple a ensuite vénérés.

## Amérique centrale
- Mythologie Lencan – Peuple d'Amérique centrale du sud-ouest du Honduras et de l'est du Salvador en Amérique centrale.
- Mythologie Maya – Ancien peuple d'Amérique centrale du sud du Mexique et du nord de l'Amérique centrale.
- Religion olmèque – Ancien peuple d'Amérique centrale du centre-sud du Mexique, dans les États actuels de Veracruz et de Tabasco.
- Religion Purépecha – Peuple centraméricain centré autour du lac Pátzcuaro.
- Mythologie de Talamanca – mythologies combinées des peuples Bribri et Cabécar de la région de Talamanca au Costa Rica.

## Amérique du Sud
Chez les peuples autochtones d’Amérique du Sud, il existe de nombreuses myphologies différentes.
- Mythologie brésilienne – Sous-ensemble du folklore brésilien avec des éléments culturels d'origines diverses trouvés au Brésil, comprenant des contes populaires, des traditions, des personnages et des croyances concernant des lieux, des peuples et des entités.
- Mythologie Chaná – Contes populaires et les croyances du peuple Chaná sur les lieux, les peuples et les entités qui les entourent.
- Mythologie Chilote – Cultures Chono et Huilliche, qui vivent dans l'archipel de Chiloé, au large des côtes du sud du Chili.
- Mythologie guarani – Peuple indigène du Gran Chaco, en particulier au Paraguay et dans certaines régions environnantes de l'Argentine, du Brésil et de la Bolivie et de certaines régions du sud de l'Amérique du Sud.
- Mythologie inca (La religion dans l'empire inca) – Empire sud-américain basé dans la chaîne de montagnes centrale des Andes.
- Religion mapuche – Peuple indigène du Chili.
- Mythologie Muisca – Peuple indigène de l'Altiplano Cundiboyacense dans les actuelles cordillères orientales des Andes colombiennes.
- Mythologie Selk'nam

## Lectures complémentaires
- Young, Frank W. « Une cinquième analyse du conte du mari vedette ». Dans : Ethnology 9, no. 4 (1970) : 389–413. doi:10.2307/3773045.